# سید ابراهیم نبوی
سیّد ابراهیم نبوی معروف به داور (۲۲ آبان ۱۳۳۷ – ۲۵ دی ۱۴۰۳) فعال سیاسی، نویسنده و طنزنویس ایرانی بود. نبوی از منتقدان سیاسی خارج از ایران بود که در ایالات متحدهٔ آمریکا زندگی می‌کرد. او بین سال‌های ۱۳۶۱ تا ۱۳۶۴ مدیر دفتر سیاسی وزارت کشور بود. ابراهیم نبوی با وبگاه‌های خبری رادیو زمانه، روز آنلاین، روزنامه آنلاین و هفته‌نامهٔ گویا همکاری می‌کرد و برای مدتی هر سه‌شنبه یکی از میهمانان ثابت برنامهٔ زن امروز در بخش فارسی صدای آمریکا بود.
نبوی در شامگاه سه‌شنبه ۲۵ دی ۱۴۰۳ بر اثر افسردگیِ ناشی از غربت خودکشی کرد.

## زندگی و خانواده
ابراهیم نبوی در ۲۲ آبان ۱۳۳۷ در آستارا زاده شد. خانواده او برای ادامه زندگی در سال ۱۳۳۹ به تهران نقل مکان کردند، سپس برای زندگی به رفسنجان رفتند و در سال ۱۳۴۶ به جیرفت رفتند. در سال ۱۳۴۷ خانواده او به کرمان نقل مکان کرد و سرانجام او در سال در سال ۱۳۵۶ برای ادامه تحصیل به دانشگاه شیراز رفت. آشنایی او با آثار علی شریعتی باعث شد در دانشگاه جامعه‌شناسی بخواند. نبوی پیرو جلال آل احمد بود و به واسطه وی، با افکار احمد فردید نیز آشنا شد.
ابراهیم نبوی در سال ۱۳۵۹ ازدواج کرد. نخستین دختر او در سال ۱۳۶۱ و دومین دخترش در سال ۱۳۶۲ و سومین دخترش در سال ۱۳۷۰ زاده شدند.

## زندگی سیاسی
ابراهیم نبوی به خاطر انقلاب ۱۳۵۷ از خانواده پدری خود تقریباً جدا شد.
او پس از انقلاب، تحصیل در رشته جامعه‌شناسی را در دانشگاه تهران به پایان رساند و به همراه دیگر همفکران خود مانند عباس عبدی به دولت پیوست. و در سال ۱۳۶۱ مسئولیت اداره دوم سیاسی را در اداره کل سیاسی وزارت کشور بر عهده گرفت و تا سال ۱۳۶۴ مدیر دفتر سیاسی این وزارتخانه شد. در این دوران تمرکز او بر تحلیل رفتار سیاسی گروه‌های تروریستی بود. نبوی در سال ۱۳۶۳ عضو شورای طرح و برنامه شبکه اول صداوسیما شد.
نبوی برای مدت کوتاه دو سال به شیراز بازگشت و پس از آن دوباره به تهران رفت و فعالیت در مطبوعات سیاسی اصلاح‌طلب را آغاز کرد.

## استندآپ کمدی
ابراهیم نبوی در دهه ۱۳۷۰ با سفر به فرانسه برای نخستین بار و سپس به کانادا، آلمان و فرانسه در هفت شهر، برنامه‌های استندآپ کمدی اجرا کرد. در سال ۱۳۸۱ برای اجرای برنامه استندآپ کمدی به جمهوری آذربایجان و سپس سوئد، نروژ، دانمارک، بلژیک، آلمان، فرانسه، اتریش رفت.

## نویسندگی
ابراهیم نبوی از سال ۱۳۶۵ کار نویسندگی را پس از آشنایی با مهدی فیروزان در انتشارات سروش آغاز کرد و به نقد فیلم پرداخت. او از آغاز سال ۱۳۶۶ تا پایان ۱۳۶۷ دبیر گروه سینمایی این نشریه بود. وی همچنین شماره نخست یک فصلنامه سینمایی با عنوان سینما-۱ را در سال ۱۳۶۷ برای انتشارات سروش منتشر کرد. پس از آن، مدتی در مؤسسه امور سینمایی بنیاد مستضعفان کار کرد و در اواخر سال ۱۳۶۸ به مجله گزارش فیلم رفت که نخستین شماره آن در فروردین ۱۳۶۹ منتشر شد. در آغاز دهه ۱۳۷۰ ابراهیم نبوی پس از آن به عنوان مدیر فنی و اجرایی به مجله گل‌آقا پیوست.
پیروزی محمد خاتمی در انتخابات ریاست‌جمهوری ۱۳۷۶ و گشایش در فضای رسانه‌ای باعث مطرح شدن نام روزنامه‌نگاران اصلاح‌طلب مانند نبوی شد. او بین سال‌های ۱۳۷۷ تا ۱۳۷۹ جایزه طنزنویسی نیز گرفت و به عنوان بهترین نویسنده طنز نوشتاری در جشنواره مطبوعات معرفی شد. او در دوره زندگی در ایران، بیش از چهل کتاب داستانی و طنز و خاطرات، منتشر کرد.

## سوابق کیفری
ابراهیم نبوی در سال ۱۳۷۷ به دلیل فعالیت‌های مطبوعاتی و به اتهام اقدام علیه امنیت کشور به مدت یک ماه به زندان رفت و برای دومین بار در سال ۱۳۷۹ در جریان سرکوب گسترده مطبوعات از سوی قوه قضائیه به اتهام اهانت به مسئولان حکومتی و توهین به نظام جمهوری اسلامی زندانی شد. او در همین زمان به ادامه فعالیت کاری و انتشار کتاب ادامه داد. او در سال ۱۳۷۹ پس از خروج از زندان کتاب اعتراف را نوشت و آن را «به عالیجنابان، کسانی که فکر می‌کنند مردم عقل ندارند.» تقدیم کرد و به شیوه‌های بازجویی و گرفتن اعتراف از زندانیان سیاسی در جمهوری اسلامی را به سخره گرفت.

## خروج از ایران
ابراهیم نبوی پس از بازگشت به ایران در سال ۱۳۸۱ که پس از اجرای برنامه‌های استندآپ کمدی اروپا بود دوباره به کمیته اماکن احضار شد و به همکاری با ضدانقلاب در فعالیت‌های فرهنگی مؤسسه فرهنگی هنری تهران متهم شد. او در ۲۰ فروردین ۱۳۸۲ در حالی که بار دیگر برای زندانی شدن احضار شده بود از ایران خارج شد و به فرانسه رفت، پس از آن مدتی اقامت و زندگی در بلژیک داشت. ابراهیم نبوی برای اجرای یازده برنامه استندآپ کمدی در ایالات مختلف به آمریکا رفت. در سال‌های پس از خروج نبوی از ایران، او همچنان حملات رسانه‌های حکومتی بود. او در همان سال‌های نخست پس از خروج از ایران گفته بود: «من به آینده ایران خوشبینم. اوضاع چنین نخواهد ماند… شاید جوان‌ها عجله داشته باشند و بخواهند زودتر کار را یکسره کنند، من که زیاد عجله‌ای ندارم.»

### قصد بازگشت به ایران
ابراهیم نبوی با گذشت چند ماه از روی کار آمدن دولت یازدهم ایران در مصاحبه‌ای با تلویزیون بی‌بی‌سی فارسی اعلام کرد که به زودی قصد بازگشت به ایران را دارد که این قصد وی واکنش‌های مختلفی را برانگیخت. وی در مصاحبه‌ای عنوان کرد هیچگاه قصد اقامت طولانی‌مدت در خارج از ایران را نداشته و همواره منتظر فرصتی برای بازگشت به ایران بوده است. وی معتقد بود این زمان بهترین زمان و شاید آخرین فرصت برای وی می‌باشد. وی در خصوص انگیزه بازگشتش به ایران عنوان کرد:
من برای زندگی در بیرون ایران مطلقاً مشکل ندارم. نه مشکل حقوقی، نه مشکل کاری و نه مشکل مالی. خیلی هم کشور خوبی است و دائم هم سفر می‌روم. آزادی و کار و فعالیت اجتماعی و فرهنگی را که در اینجا هست دوست دارم ولی من می‌خواهم همه اینها را در کشور خودم داشته باشم. من دوست دارم فعالیت رسانه‌ای‌ام در محیطی باشد که زبان مادری‌ام در آن به گوشم شنیده شود.

علت اینکه قصد بازگشت دارم این است که می‌خواهم به کارهای ماندگار و اساسی‌ام از جمله تحقیقات ادبی دربارهٔ تاریخ طنز بپردازم، رمان‌ها و داستان‌های کوتاهم را منتشر کنم و در فضای فرهنگی داخل ایران زندگی کنم. این نعمت بزرگی است که صدای دور و برتان فارسی باشد. مشکل من این است که می‌خواهم در محیط زبان فارسی زندگی کنم. همان رنج‌هایی را که مردم می‌کشند، بکشم و در همان شادی‌هایی که از آن بهره می‌برند، شریک باشم. مطمئنم در این هشت سال بلاهایی بر سر اقتصاد و جامعه ایران آمده اما من و امثال من می‌توانیم برای بهتر شدن اوضاع کمک کنیم. من دوست دارم در همان شهر دودآلود، با مردمانی که سریع عصبانی می‌شوند، با قیمت‌های دائماً متغیر زندگی کنم.
نبوی معتقد بود در بدو ورود به ایران توسط نیروهای اطلاعاتی و امنیتی دستگیر می‌شود و اظهار امیدواری کرد بعد از گذراندن دوره‌های زندان احتمالی، بتواند یک زندگی طبیعی را آغاز و فعالیت‌های فرهنگی خود را پیگیری کند.

### مواضع سیاسی
ابراهیم نبوی در سال ۱۳۸۸ پشتیبان جنبش سبز بود. در پی اعترضات آبان ۱۳۹۸ به خامنه‌ای نامه نوشت و به او هشدار داد. او از پشتیبانان مسعود پزشکیان بود و در سال ۱۴۰۳ در ضیافت شام دفتر نمایندگی جمهوری اسلامی در نیویورک که با حضور مسعود پزشکیان برگزار شد شرکت کرد.
گفته‌های او که «به نظر من اصلاً نباید به این داستان [اعدام‌های دهه شصت] توجه کرد»، با انتقادات بسیاری مواجه شد.

## تحصیلات
- سال یکم و دوم دبستان در تهران ۱۳۴۴
- سال سوم دبستان در دبستان پهلوی شهر رفسنجان ۱۳۴۶
- سال چهارم دبستان در دبستان پهلوی شهر جیرفت ۱۳۴۷
- سال پنجم و ششم دبستان در دبستان سعدی شهر کرمان ۱۳۴۸
- دوره دبیرستان در دبیرستان شاپور شهر کرمان ۱۳۵۰
- ورود به رشته جامعه‌شناسی دانشگاه پهلوی شیراز در سال ۱۳۵۶
- انتقال به دانشگاه تهران و ادامه دوره لیسانس در این دانشگاه تا سال ۱۳۶۶
- تحصیلات علوم دینی در شیراز به مدت هشت ماه در سال ۱۳۵۹

## مرگ

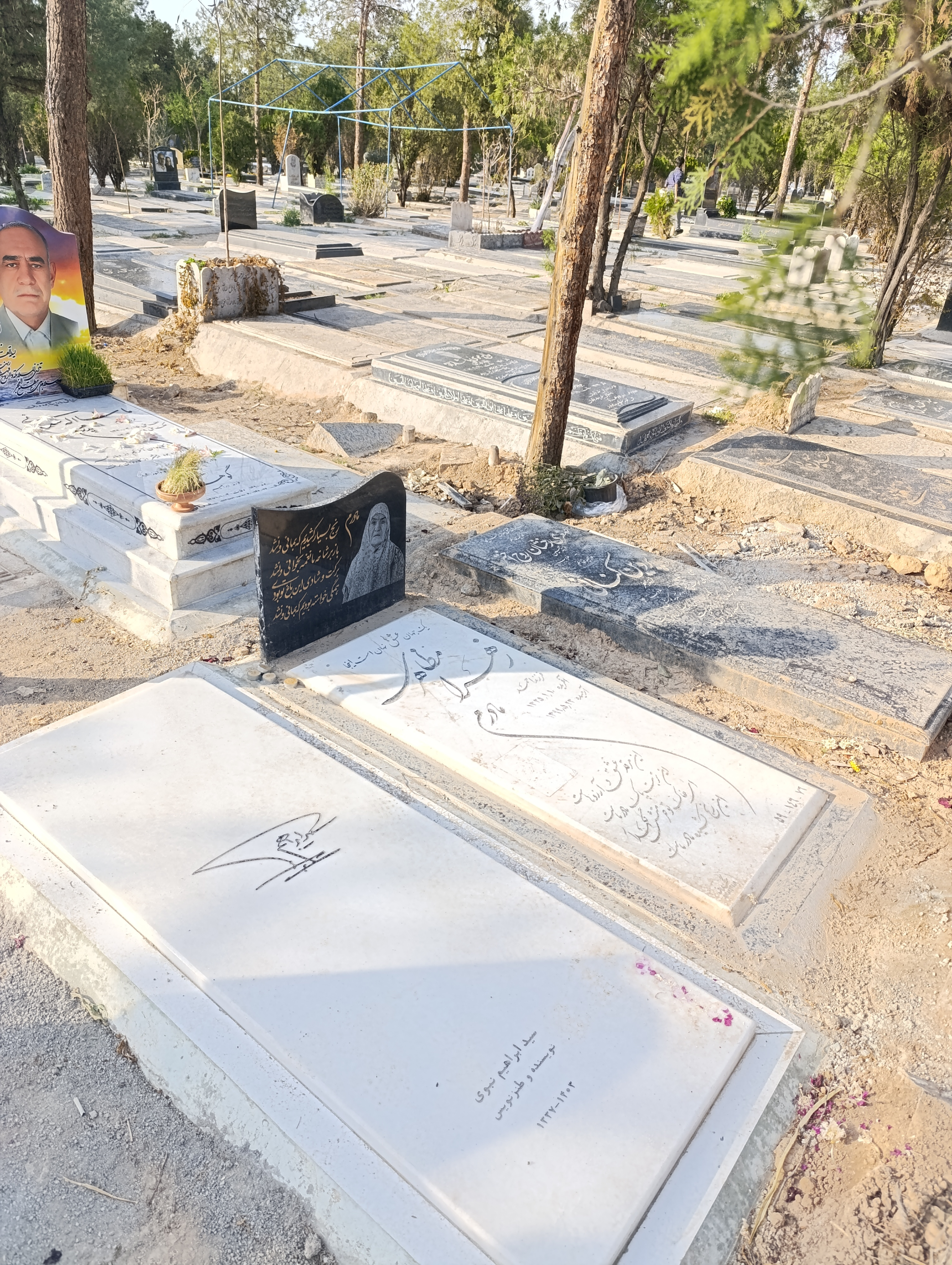
قبر سید ابراهیم نبوی در بهشت زهرا

ابراهیم نبوی ۲۵ دی ۱۴۰۳ در سیلورسپرینگ درگذشت. خانواده او گفتند او «جان خود را گرفته است». در بیانیه خانواده نبوی آمده است که او به دلیل مهاجرت و دوری از ایران افسرده و دلتنگ بود و هرگز نتوانسته بود با اقامت اجباری خود دور از ایران کنار بیاید. پیکر ابراهیم نبوی در ۱۰ بهمن ۱۴۰۳ از آمریکا به ایران منتقل، و بدون خبررسانی و تنها با حضور چند تن از افراد خانواده‌اش در قطعه ۷۶، ردیف ۱۴۷ شماره ۵۹ بهشت زهرای تهران به خاک سپرده شد.

### واکنش‌ها
خبر درگذشت ابراهیم نبوی با واکنش‌های زیادی همراه شد.
بیژن بیرنگ کارگردان و فیلمساز نوشت: «یک‌بار وقتی خیلی جوان بودیم به من گفتی اینجا همه چیز دروغ است… بیا راستش را بگوئیم و تو یک عمر راستش را گفتی … گاه خیلی شجاعت می‌خواهد که بخواهی نباشی و نباشی.»

## آثار
- راپورت‌های یومیه و تذکره‌ها(۱۳۶۷)، خاطرات نبوی در دوران زندان در سال ۱۳۷۷[۷]
- ماه عسل پائیزی (۱۳۷۷)[۷]
- اعتراف (۱۳۷۹)[۷]

### طنز
- استندآپ‌کمدی، یک اتفاق نه‌چندان ساده، ماهنامه طنز سه‌نقطه، تیر ۱۴۰۰، ش۲۴.[۲۹]
- ن‍ب‍وی آن‌لای‍ن: دب‍ل‍ی‍و دب‍ل‍ی‍و دب‍ل‍ی‍و دات ن‍ب‍وی آن لای‍ن دات ک‍ام=‎www.nabavionline.com‬، ت‍ه‍ران: روزن‍ه، ۱۳۸۱.
- کشکول نبوی عهد جدید، لندن: اچ اند اس مدیا‏‫، ۲۰۱۲م. ‬‬‏‫= ۱۳۹۱.
- س‍ف‍ر ب‍ه‍. خ‍ان‍هٔ آزادش‍ده‌، ت‍ه‍ران: ج‍ام‍ع‍ه ای‍ران‍ی‍ان‏‫، ۱۳۷۹. ‬
- ی‍ک ف‍ن‍ج‍ان چ‍ای داغ‌، ت‍ه‍ران: روزن‍ه، ۱۳۷۸.
- ک‍ل‍م‍ه‌ه‍ا و ت‍رک‍ی‍ب‌ه‍ای ت‍ازه‌، ت‍ه‍ران: ج‍ام‍ع‍ه ای‍ران‍ی‍ان، ۱۳۷۸.
- ق‍ص‍هٔ ک‍وت‍ول‍ه‌ه‍ا و درازه‍ا، ت‍ه‍ران: ن‍ش‍ر ن‍ی، ۱۳۷۸.
- س‍ف‍ر طولان‍ی‌،[یادداشت ۱] ت‍ه‍ران: ج‍ام‍ع‍ه ای‍ران‍ی‍ان، ۱۳۸۰.
- ب‍ه‍ل‍ول‌، ت‍ه‍ران: روزن‍ه، ۱۳۸۰.
- س‍ت‍ون پ‍ن‍ج‍م‌، ت‍ه‍ران: روزن‍ه‏‫، ۱۳۷۸؛ ت‍ه‍ران: ج‍ام‍ع‍ه ای‍ران‍ی‍ان، ۱۳۸۱.
- دای‍ره‌ال‍م‍ع‍ارف س‍ت‍ون پ‍ن‍ج‍م‌، ت‍ه‍ران: ج‍ام‍ع‍ه ای‍ران‍ی‍ان‏‫، ۱۳۷۸. ‏‬
- در ش‍ه‍ر خ‍ب‍ری ن‍ی‍س‍ت‌، ت‍ه‍ران: نشر و پژوهش دادار: سماط‏‫‏، ۱۳۸۳.
- پارادوکس یا … با کدام رژیم می‌توان لاغر شد؟،[یادداشت ۲] اسن (آلمان): نشر نیما، ۱۳۸۵.
- ق‍ن‍د م‍ک‍رر، ب‍ه‌ک‍وش‍ش اب‍راه‍ی‍م ن‍ب‍وی، ت‍ه‍ران: گ‍ل‌آق‍ا‏‫، ۱۳۷۰.
- م‍لان‍ص‍رال‍دی‍ن، ق‍ص‍ه‌ه‍ای ن‍ص‍رال‍دی‍ن‌، ت‍ه‍ران: روزن‍ه، ۱۳۷۸. ‭
- راپ‍ورت‌ه‍ای ی‍وم‍ی‍ه و ت‍ذک‍ره‌ه‍ا، ت‍ه‍ران: روزن‍ه‏‫، ۱۳۷۸. ‬
- ت‍ه‍ران‍ج‍ل‍س: م‍ج‍م‍وع‍ه داس‍ت‍ان ک‍وت‍اه طن‍ز، ت‍ه‍ران: روزن‍ه‏‫‏، ۱۳۷۸. ‬
- ب‍ی‌س‍ت‍ون‌، ت‍ه‍ران‌‬‏‫: روزن‍ه‌‬‏‫، ۱۳۷۸. ‬
- چ‍ه‍ل‍س‍ت‍ون‌، ت‍ه‍ران: ج‍ام‍ع‍ه ای‍ران‍ی‍ان‏‫، ۱۳۷۹. ‬[یادداشت ۳]
- اع‍ت‍راف‌، ت‍ه‍ران: ن‍ش‍ر ن‍ی‏‫‬، ۱۳۷۹.
- آق‍ای رئ‍ی‍س‌ج‍م‍ه‍ور، ت‍ه‍ران: ت‍وس‍ع‍ه‏‫‏، ۱۳۸۰.
- خ‍ان‍هٔ ام‍ن‌، ت‍ه‍ران: ع‍ل‍م‏‫، ۱۳۸۱. ‬
- در س‍ال ۷۷ ات‍ف‍اق اف‍ت‍اد، ک‍اری‍ک‍ات‍ور ن‍ی‍ک‌آه‍ن‍گ ک‍وث‍ر، م‍ت‍ن اب‍راه‍ی‍م ن‍ب‍وی، ت‍ه‍ران: روزن‍ه، ۱۳۷۸.
- در س‍ال ۷۸ ات‍ف‍اق اف‍ت‍اد‬‏‫، ک‍اری‍ک‍ات‍ور ن‍ی‍ک‌آه‍ن‍گ ک‍وث‍ر‬‏، م‍ت‍ن اب‍راه‍ی‍م ن‍ب‍وی، ت‍ه‍ران: روزن‍ه‏‫، ۱۳۷۹. ‬
- در س‍ال ۷۹ ات‍ف‍اق اف‍ت‍اد، ک‍اری‍ک‍ات‍ور ن‍ی‍ک‌آه‍ن‍گ ک‍وث‍ر، م‍ت‍ن اب‍راه‍ی‍م ن‍ب‍وی، ت‍ه‍ران: روزن‍ه‏‫، ۱۳۸۰. ‬
- در س‍ال ۸۰ ات‍ف‍اق اف‍ت‍اد، ک‍اری‍ک‍ات‍ور ن‍ی‍ک‌آه‍ن‍گ ک‍وث‍ر، م‍ت‍ن اب‍راه‍ی‍م ن‍ب‍وی، ت‍ه‍ران: روزن‍ه، ۱۳۸۲.
- الف نون، در سال ۱۳۸۴ اتفاق افتاد، اسن: نشر نیما‏‫‏، ۱۳۸۵.

### گفت‌وگو
- گ‍ف‍ت‌وگ‍وه‍ای ص‍ری‍ح‌، م‍ص‍اح‍ب‍ه‌ک‍ن‍ن‍ده اب‍راه‍ی‍م ن‍ب‍وی، ت‍ه‍ران: روزن‍ه‏‫، ۱۳۷۸. ‬
- در خ‍ش‍ت خ‍ام: گ‍ف‍ت‍گ‍و ب‍ا اح‍س‍ان ن‍راق‍ی‌، م‍ص‍اح‍ب‍ه‌ک‍ن‍ن‍ده اب‍راه‍ی‍م ن‍ب‍وی، ت‍ه‍ران: ج‍ام‍ع‍ه ای‍ران‍ی‍ان، ۱۳۷۹.
- م‍ص‍اح‍ب‍ه‌ه‍ای ه‍ن‍ری‌، م‍ص‍اح‍ب‍ه‌ک‍ن‍ن‍ده اب‍راه‍ی‍م ن‍ب‍وی، ت‍ه‍ران: روزن‍ه، ۱۳۸۰.
- ع‍ل‍ی‍ه س‍ان‍س‍ور: گ‍ف‍ت‌وگ‍و ب‍ا ش‍ه‍لا لاه‍ی‍ج‍ی‌، م‍ص‍اح‍ب‍ه‌ک‍ن‍ن‍ده اب‍راه‍ی‍م ن‍ب‍وی، ت‍ه‍ران: ه‍م‍ش‍ه‍ری، ۱۳۸۰.
- ح‍ق‍ی‍ق‍ت ی‍ا آزادی: گ‍ف‍ت‌وگ‍و ب‍ا ع‍ب‍اس ع‍ب‍دی‌، م‍ص‍اح‍ب‍ه‌ک‍ن‍ن‍ده اب‍راه‍ی‍م ن‍ب‍وی، ت‍ه‍ران: ه‍م‍ش‍ه‍ری، ۱۳۸۰.
- زن‍ان ع‍ل‍ی‍ه زن‍ان: گ‍ف‍ت‌وگ‍و ب‍ا م‍ه‍ران‍گ‍ی‍ز ک‍ار، م‍ص‍اح‍ب‍ه‌ک‍ن‍ن‍ده اب‍راه‍ی‍م ن‍ب‍وی، ت‍ه‍ران: ه‍م‍ش‍ه‍ری، ۱۳۸۰؛ ت‍ه‍ران: روزن‍ه، ۱۳۸۱.
- پ‍س از ح‍رف آخ‍ر: گ‍ف‍ت‍گ‍و ب‍ا م‍س‍ع‍ود ب‍ه‍ن‍ود، م‍ص‍اح‍ب‍ه‌ک‍ن‍ن‍ده اب‍راه‍ی‍م ن‍ب‍وی، ت‍ه‍ران: ه‍م‍ش‍ه‍ری، ۱۳۸۱.

### پژوهش
- ک‍اوش‍ی در طن‍ز ای‍ران‌،[یادداشت ۴] ‫۴ج، ت‍ه‍ران: ج‍ام‍ع‍ه ای‍ران‍ی‍ان‏‫،۱۳۷۹‬.
- گ‍زی‍دهٔ رس‍ال‍هٔ دل‍گ‍ش‍ای ع‍ب‍ی‍د زاک‍ان‍ی‌، ب‍ه‌اه‍ت‍م‍ام اب‍راه‍ی‍م ن‍ب‍وی، ت‍ه‍ران: روزن‍ه، ۱۳۷۹.
- گ‍زی‍دهٔ زه‍ر ال‍رب‍ی‍ع‌، ت‍ال‍ی‍ف ن‍ع‍م‍ت‌ال‍ل‍ه ج‍زای‍ری، ب‍ه‌اه‍ت‍م‍ام اب‍راه‍ی‍م ن‍ب‍وی، ت‍ه‍ران: روزن‍ه، ۱۳۸۰.
- گ‍زی‍دهٔ ل‍طائ‍ف ال‍طوائ‍ف‌، ع‍ل‍ی‌ب‍ن ح‍س‍ی‍ن ف‍خ‍رال‍دی‍ن ص‍ف‍ی، ب‍ه‌اه‍ت‍م‍ام اب‍راه‍ی‍م ن‍ب‍وی، ت‍ه‍ران: روزن‍ه، ۱۳۷۸.

### سینما و موسیقی
- دی‍وار: ف‍ی‍ل‍م، داس‍ت‍ان، اش‍ع‍ار و ن‍ق‍د ف‍ی‍ل‍م ب‍ه‌ه‍م‍راه دی‍دگ‍اه‌ه‍ا، آل‍ب‍وم‌ه‍ای ان‍ف‍رادی و راه‍ن‍م‍ای ک‍ام‍ل گ‍روه پ‍ی‍ن‍ک ف‍ل‍وی‍د، ت‍ه‍ران: ن‍ش‍ر ن‍ی، ۱۳۸۰.
- دس‍ت‍ف‍روش (ف‍ی‍ل‍م‌ن‍ام‍ه و ن‍ق‍د ف‍ی‍ل‍م)، گ‍ردآوری از اب‍راه‍ی‍م ن‍ب‍وی، ت‍ه‍ران: ن‍ش‍ر ن‍ی، ۱۳۶۸.

### شعر
- ب‍وی ت‍م‍ش‍ک وح‍ش‍ی‏‫، ت‍ه‍ران: ن‍ش‍ر و پ‍ژوه‍ش دادار‏‫، ۱۳۸۱.

### داستان
- دش‍م‍ن‍ان ج‍ام‍ع‍هٔ س‍ال‍م‌ (م‍ج‍م‍وع‍ه داس‍ت‍ان ک‍وت‍اه)، ت‍ه‍ران: ن‍ش‍ر ن‍ی، ۱۳۶۹؛ ویراست ۲، ت‍ه‍ران: ن‍ش‍ر ن‍ی‏‫، ۱۳۷۸. ‬
- م‍ج‍ن‍ون ل‍ی‍ل‍ی‏‫، ت‍ه‍ران: ع‍طائ‍ی: آش‍ی‍ان‍ه ک‍ت‍اب‏‫، ۱۳۸۲.
- م‍اه‌ع‍س‍ل پ‍ای‍ی‍زی‌، ت‍ه‍ران: ج‍ام‍ع‍ه ای‍ران‍ی‍ان، ۱۳۸۰.

### یادداشت، خاطرات و سفرنامه
- س‍ال‍ن ۶: ی‍ادداش‍ت‌ه‍ای روزان‍هٔ زن‍دان‌، ت‍ه‍ران: ن‍ش‍ر ن‍ی‏‫، ۱۳۸۰. ‬
- س‍ف‍ر ب‍ه آس‍م‍ان‍ی دی‍گ‍ر، ت‍ه‍ران: م‍ؤس‍س‍هٔ ج‍ام‌ج‍م‏‫، ۱۳۸۱. ‬

### گردآوری
- ش‍ع‍ر طن‍ز ام‍روز ای‍ران‌، اب‍راه‍ی‍م ن‍ب‍وی و ش‍ه‍رام ش‍ک‍ی‍ب‍ا، ت‍ه‍ران: ن‍ش‍ر ن‍ی، ۱۳۷۹.
- م‍ج‍م‍وع‍ه داس‍ت‍ان‌ه‍ای ک‍وت‍اه‌‏، ب‍ه‌ه‍م‍ت ف‍ری‍دون ع‍م‍وزاده خ‍ل‍ی‍ل‍ی، اب‍راه‍ی‍م ن‍ب‍وی و ح‍س‍ن اح‍م‍دی، ت‍ه‍ران: صدا و سیمای جمهوری اسلامی ایران، انتشارات سروش‏‫، جلد اول: ۱۳۶۸.

### مقدمه
- ام‍رائ‍ی، اس‍دالله‏‫، ش‍وک‍ران ش‍ی‍ری‍ن: م‍ج‍م‍وع‍ه طن‍ز ج‍ه‍ان‌، گ‍ردآورن‍ده اس‍دال‍ل‍ه ام‍رای‍ی، ب‍ا م‍ق‍دم‍هٔ اب‍راه‍ی‍م ن‍ب‍وی، ت‍ه‍ران: م‍رواری‍د‏‫، ۱۳۸۰. ‬
- ب‍ی‍رس، آم‍ب‍روز، دای‍ره‌ال‍م‍ع‍ارف ش‍ی‍طان‌، ت‍رج‍م‍هٔ م‍ه‍ش‍ی‍د م‍ی‍رم‍ع‍زی؛ وی‍رای‍ش و م‍ق‍دم‍ه اب‍راه‍ی‍م ن‍ب‍وی، ت‍ه‍ران: م‍رواری‍د‏‫، ۱۳۸۰. ‬

### ترجمهٔ آثار به زبان‌های دیگر
- کتاب سالن ۶ ابراهیم نبوی توسط امیر مغانی به زبان فرانسوی ترجمه شده در سال ۲۰۰۵ از سوی انتشارات اکت سود در پاریس به چاپ رسیده است.[۳۰]